# Prasinocyma semicrocea
Prasinocyma semicrocea là một loài bướm đêm trong họ Geometridae.